# 存如
存如（ぞんにょ）は、室町時代の浄土真宗の僧。浄土真宗本願寺派第7世宗主・真宗大谷派第7代門首。大谷本願寺住職。諱は圓兼。法印権大僧都。父は第6世巧如。広橋兼宣の猶子。妻は如円尼。本願寺中興の祖・第8世蓮如は長男。子に蓮照（応玄）。弟に空覚（光崇）、越中国瑞泉寺住持如乗（宣祐）。従兄弟は大和興福寺大乗院門跡・経覚とされる。
現在の本願寺に見られるような、御影堂・阿弥陀堂の両堂形式をはじめて整備した。また、『正信念仏偈』（正信偈）・『三帖和讃』を重視し教化に用いるなど、蓮如に与えた影響は少なくない。

## 生涯
年齢は、数え年。日付は文献との整合を保つため、いずれも旧暦（宣明暦）表示を用いる（生歿年月日を除く）。
- 応永3年（1396年）、本願寺第六世巧如の長男として生まれる。後に准大臣広橋兼宣の猶子となって青蓮院で得度し中納言と称する。
- 永享8年（1436年）に父・巧如より本願寺住持職を継承。
- 康正3年6月18日（1457年7月18日[1] ）、62歳にて示寂。存如による譲状がなかったために問題が起きたが跡は長男の蓮如が第8世となり本願寺を継ぐ。